# A Little Journey
A Little Journey è un film muto del 1927 prodotto e diretto da Robert Z. Leonard. La sceneggiatura si basa sull'omonimo lavoro teatrale di Rachel Crothers che aveva debuttato al Little Theatre di Broadway il 26 dicembre 1918.

## Produzione
Il film fu prodotto dalla Metro-Goldwyn-Mayer (MGM).

## Distribuzione
Il copyright del film, richiesto dalla Metro-Goldwyn-Mayer Pictures, fu registrato il 10 gennaio 1927 con il numero Lp23515.
Distribuito dalla Metro-Goldwyn-Mayer (MGM), il film uscì nelle sale cinematografiche statunitensi il 1º gennaio 1927. Nel 1927 uscì anche in Svezia (14 novembre), Danimarca (26 dicembre, con il titolo I Sovekupé), Finlandia (30 dicembre 1927). In Portogallo, fu distribuito il 6 marzo 1929 come O Que Tem de Ser.
Non si conoscono copie ancora esistenti della pellicola che viene considerata presumibilmente perduta.